# نیکولاس بارینتوس
 نیکولاس بارینتوس (انگلیسی: Nicolás Barrientos؛ زادهٔ ۲۴ آوریل ۱۹۸۷) یک تنیس‌باز است. 